# Ichneumon popofensis
Ichneumon popofensis är en stekelart som beskrevs av William Harris Ashmead 1902. Ichneumon popofensis ingår i släktet Ichneumon och familjen brokparasitsteklar. Inga underarter finns listade i Catalogue of Life.